# Високий Дернберг

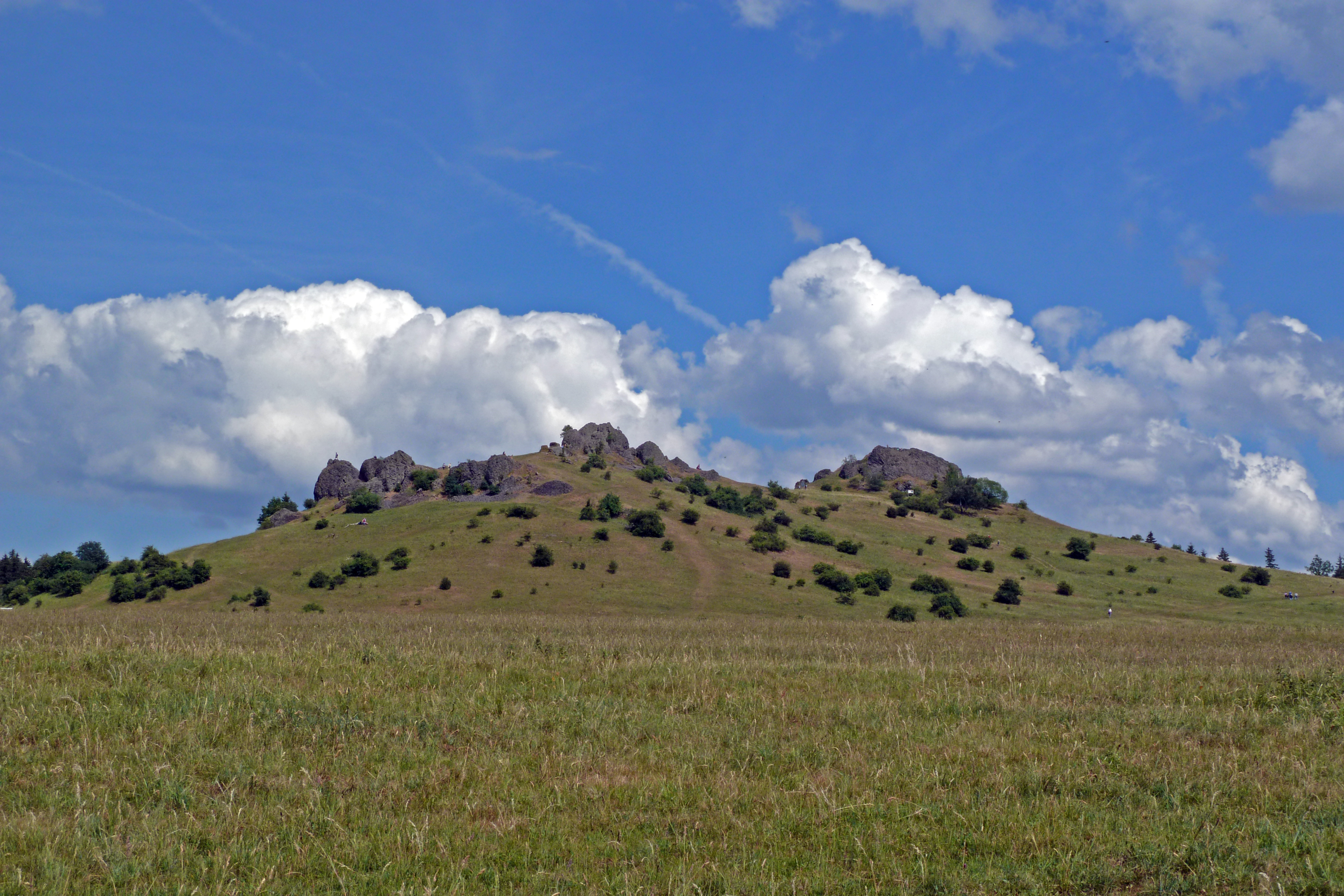
Гельфенштайн

Високий Дернберг (нім. Hoher Dörnberg) — пагорб у землі Гессен, Німеччина. На висоті 578,7 м над рівнем моря Дернберг є найвищою точкою в природній зоні Дернберг і Шрекенберге в регіоні Габіхтсвельдер-Бергланд. Один з пагорбів хребта Габіхтсвальд.
До масиву Дернберг належать також малі гори Дернберг (578,7 метрів), Гельфенштайн (509,8 метрів), Гоглештайн (476,6 метрів) і Катценштайн (430 метрів). Ангарштайн також є частиною масиву Дернберг.
Входить до складу природного парку Габіхтсвальд.